# Католическая епархия Портсмута
Епархия Портсмута (англ. Diocese of Portsmouth) — римско-католический диоцез с центром в городе Портсмут графства Хэмпшир в Англии. Диоцез основан 19 мая 1882 года папой Львом XIII, путём выделения из архиепархии Саутуарка, который стал слишком большим для одного епископа. Диоцез входит в провинцию Саутуарка.
Площадь диоцеза составляет 6,339 км² и включает графства: Хэмпшир, частично Беркшир южнее Темзы, частично Оксфордшир южнее Темзы, Остров Уайт и Нормандские острова. Диоцез насчитывает 31 деканат и 112 приходов . Кафедральный собор — собор Святого Иоанна Евангелиста на Эдинбург-роад в Портсмуте.
В настоящий момент пост епископа Портсмута занимает Филипп Энтони Иган, 9-й епископ Портсмута, который сменил Роджера Холлиса в 2012 году.